# دانبچه
دانبچه (به لهستانی:  Dąbcze) یک روستا در لهستان است که در گمینا رزنا واقع شده‌است. دانبچه ۱٬۰۰۰ نفر جمعیت دارد.